# Wyler
Wyler (uitspraak: Wieler; in het Nederlands ook Wijler) is een dorpje in de Duitse gemeente Kranenburg, net over de Duits-Nederlandse grens bij Nijmegen.
Op 1 januari 2018 telde Wyler 564 inwoners. Op 1 januari 2016 telde het dorp 510 inwoners, in 1932 532 inwoners, in 1885 550 inwoners en in 1832 607 inwoners.

## Beschrijving
Wyler ligt in de Duffelt, ten zuidoosten van de Duivelsberg (in het Duits Wylerberg genoemd) en het Wijlermeer. Het dorp ligt aan de weg Bundesstraße 9 die ten noorden van Wyler overgaat in de Nederlandse N325 richting Ubbergen en Nijmegen. Wyler ligt aan het Streekpad Rijk van Nijmegen en de Jacobsweg (pelgrimsroute) van Millingen aan de Rijn naar Maastricht. Met het openbaar vervoer is het dorp bereikbaar met de buslijnen 57 en 58 tussen Nijmegen en Kranenburg. Aan de Nederlandse zijde van de grens ligt de buurtschap Lagewald.
In Wyler staan twee katholieke parochiekerken - de oude en de nieuwe Sankt Johannes Baptist Kirche. Aan het einde van de Tweede Wereldoorlog werden zowel de oude romaanse dorpskerk als de toenmalig nieuwe neogotische parochiekerk verwoest. De oude kerk werd opnieuw opgebouwd. In 1965 werd gestart met de bouw van een nieuwe parochiekerk, welke in 1968 werd ingewijd.
Sinds 2006 maakt de parochie St. Johannes Baptist uit Wyler deel uit van de pastorale eenheid Seelsorgeeinheit Kranenburg - Niel - Wyler - Zyfflich.

## Geschiedenis
De oudste vermelding van Wyler stamt uit 1223 maar de geschiedenis van het dorp gaat terug tot de Romeinse tijd. Tijdens Operatie Market Garden landden Amerikaanse parachutisten op 17 september 1944 bij Wyler. De Amerikaanse troepen streden voor het bezit en behoud van de strategisch gelegen Duivelsberg, ten noordwesten van Wyler. Het dorpje raakte zwaar beschadigd toen het op 8 februari 1945, tijdens Operatie Veritable, door Canadese troepen werd ingenomen. Hierbij verloren 17 Canadese soldaten het leven. De kerktoren van de oude kerk ging verloren maar werd na de oorlog weer hersteld.
Van 1798 tot 1945 was Wyler onderdeel van Amt Niel. Wyler werd in 1945 een zelfstandige gemeente onder het Amt Kranenburg. Op 1 juli 1969 ging Wyler op in de gemeente Kranenburg.

### Grenscorrecties Wyler en Zyfflich

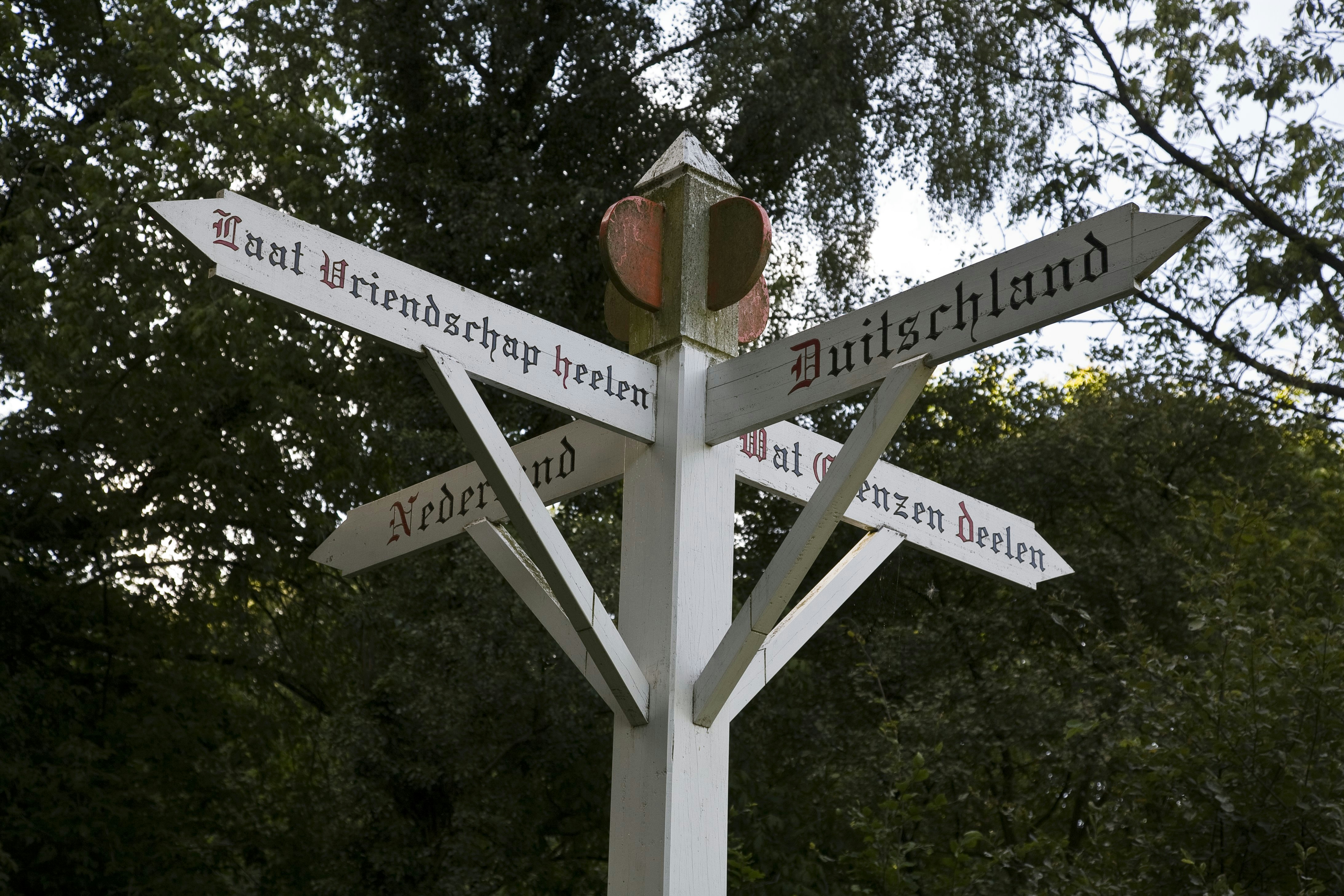
Grenspaal uit 1909 in het Keteldal, met opschrift Laat vriendschap heelen wat grenzen deelen

In 1949 werd de Duivelsberg, die deel was van de gemeente Wyler, geannexeerd door Nederland. De Duivelsberg werd, in tegenstelling tot andere door Nederland geannexeerde gebieden, niet teruggegeven in 1963.

#### 1949
Bij Beek en Berg en Dal betreft de grenscorrectie 252 hectare met 170 inwoners. Het betreft twee delen:
1. Een onbewoond stuk grond van 81 hectare dat voorheen onder Zyfflich viel. De grens liep hier vóór 1949 westelijk langs het Wylerbergmeer en verder naar het noorden langs het Oude Kanaal. De grens komt hier nu langs de Querdamm oostelijk van het Wylerbergmeer te liggen, waardoor dit meer geheel Nederlands grondgebied wordt.
2. De Wylerberg (Duivelsberg), een langgerekt bosrijk gebied, dat voorheen onder Wyler viel (het betreft bijna 2/3 deel van het grondgebied van dit dorp), in het noorden begrensd door de Rijksstraatweg, in het zuiden door de Oude Kleefsebaan en in het westen door het Keteldal. De motivatie hiervoor is dat zo het douanetoezicht beter kan worden uitgevoerd. Immers, er is na de grenscorrectie nog slechts een smalle grensstrook in het oosten bij Wyler in plaats van een kilometerslange grens rondom de Wylerberg, die ongetwijfeld niet makkelijk te bewaken was.

#### 1963
Duitsland wenste de geannexeerde gebieden terug. Na langdurige onderhandelingen wordt in 1960 een verdrag gesloten, waarbij wordt bepaald dat Duitsland 280 miljoen D-Mark betaalt, en dat de geannexeerde gebieden per 1 augustus 1963 weer Duits grondgebied worden. In principe gaan alle gebieden weer terug, behoudens enkele marginale correcties om grenzen logischer langs wegen en waterlopen te trekken. De enige uitzondering van meer dan marginale omvang zijn de in de vorige alinea reeds beschreven gebieden bij Beek en Berg en Dal. De grens blijft hier langs de Querdamm lopen, waardoor het Wylerbergmeer Nederlands blijft. Wat het Wylerberg-gebied betreft, gaat een stuk grondgebied met 68 inwoners (waarvan 46 Duitsers en 22 Nederlanders) terug naar Duitsland (en 22 Duitsers komen in Nederland te wonen, of wellicht beter: blijven in Nederland wonen). Dit betreft een oostelijk gelegen stuk grondgebied nabij de dorpskern van Wyler. Het hele bosgebied van de Wylerberg, zoals hierboven beschreven, is Nederlands grondgebied gebleven en ging in 1963 dus niet terug naar Duitsland.

### Grenspost Zollamt

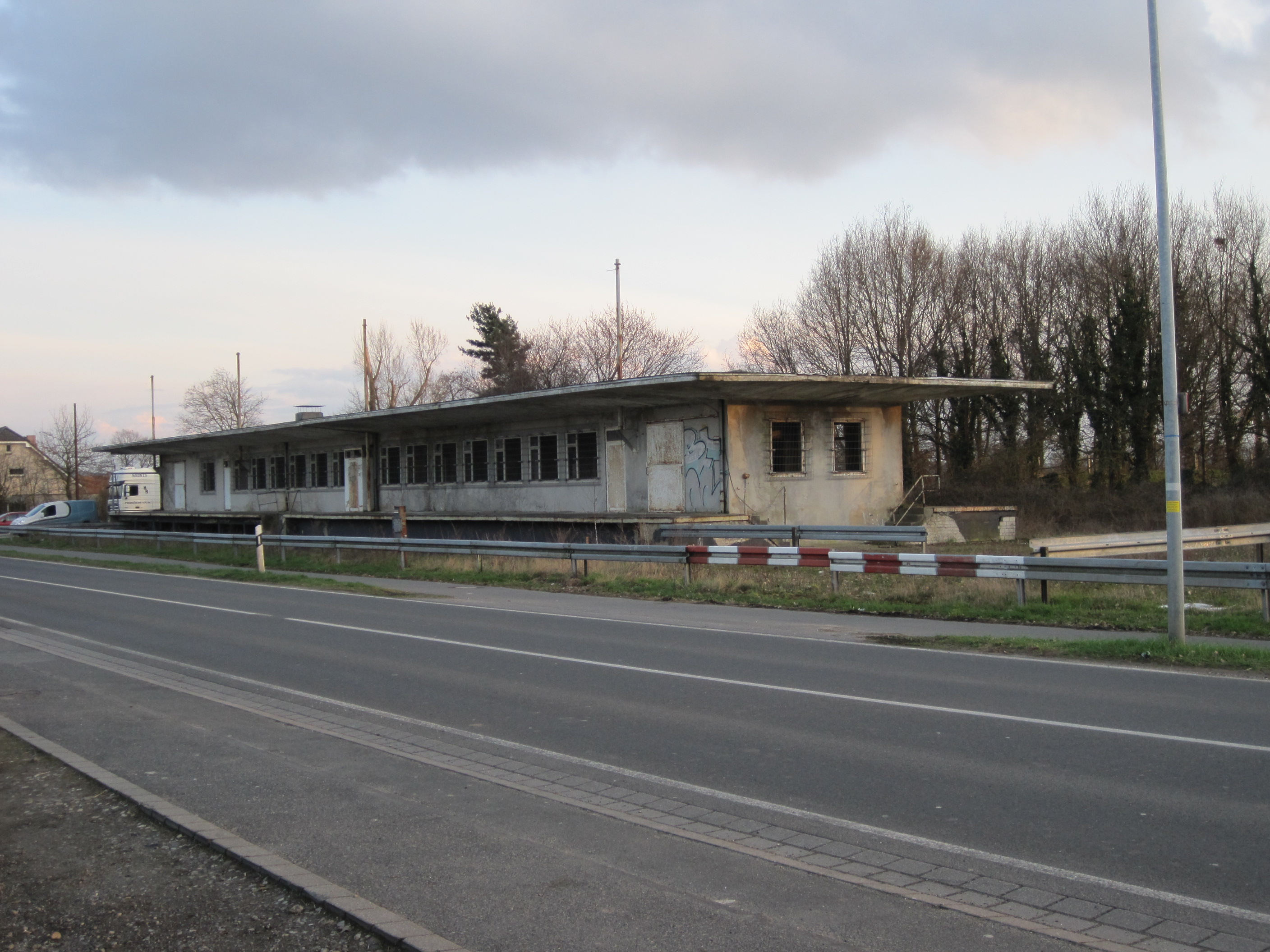
Voormalig Zollamt Wyler (anno 2012)

De oude grenspost Wyler-Berg en Dal wordt in 1902 voor de eerste keer vermeld. De grens verschoof in de loop der jaren talloze keren: douanekantoortjes werden gebouwd en weer afgebroken. Het goederenperron werd in de jaren 60 van de vorige eeuw gebouwd, omdat steeds meer goederen niet meer per trein maar per vrachtwagen vervoerd werden. Via Wyler werd veel groente en fruit naar het Roergebied gebracht. Het gebouw verloor overigens relatief snel zijn functie omdat de douane ertoe overging veel goederen bijvoorbeeld al in de haven van Rotterdam (of op bestemming) te controleren. Het oude goederenperron staat sinds 1972 leeg. Op 17 januari 2022 is men begonnen met de sloop van het oude goederenperron van Zollamt Wyler. Het maakt plaats voor woningen. Het ervoor staande Zollamt voor personencontrole werd decennia geleden al afgebroken.
Waar nu vrij verkeer van mensen en goederen is, klonk het ‘iets aan te geven?’ tot 1992 als je de grens over wilde. In 1966 passeerden er bijvoorbeeld 79.323 vrachtwagens, 890.618 personenwagens, 7.169 bussen en 2.145.349 mensen de grens. Dat leverde aan invoerrechten 59.714.012,50 D-mark op voor de Duitse staat. In 1985 werd het Akkoord van Schengen gesloten en in de jaren daarna werden de binnengrenzen zoetjesaan afgeschaft.

## Verenigingen
- Koor: Kath. Kirchenchor Wyler[10]
- Schutterij: St. Johannes-Schützenbruderschaft Wyler-Lagewald[11]
- Voetbalvereniging: Sportverein "Sportfreunde" 1930 e.V. Wyler-Zyfflich[12]
- Vrouwengemeenschap: Kath. Frauengemeinschaft Wyler[13]

## Trivia
- Met Pasen wordt in Wyler jaarlijks een Paasvuur ontstoken door de vrijwillige brandweer.
- In Wyler wordt op de feestdag van Sint-Maarten een optocht/processie door het dorp gehouden.

## Afbeeldingen

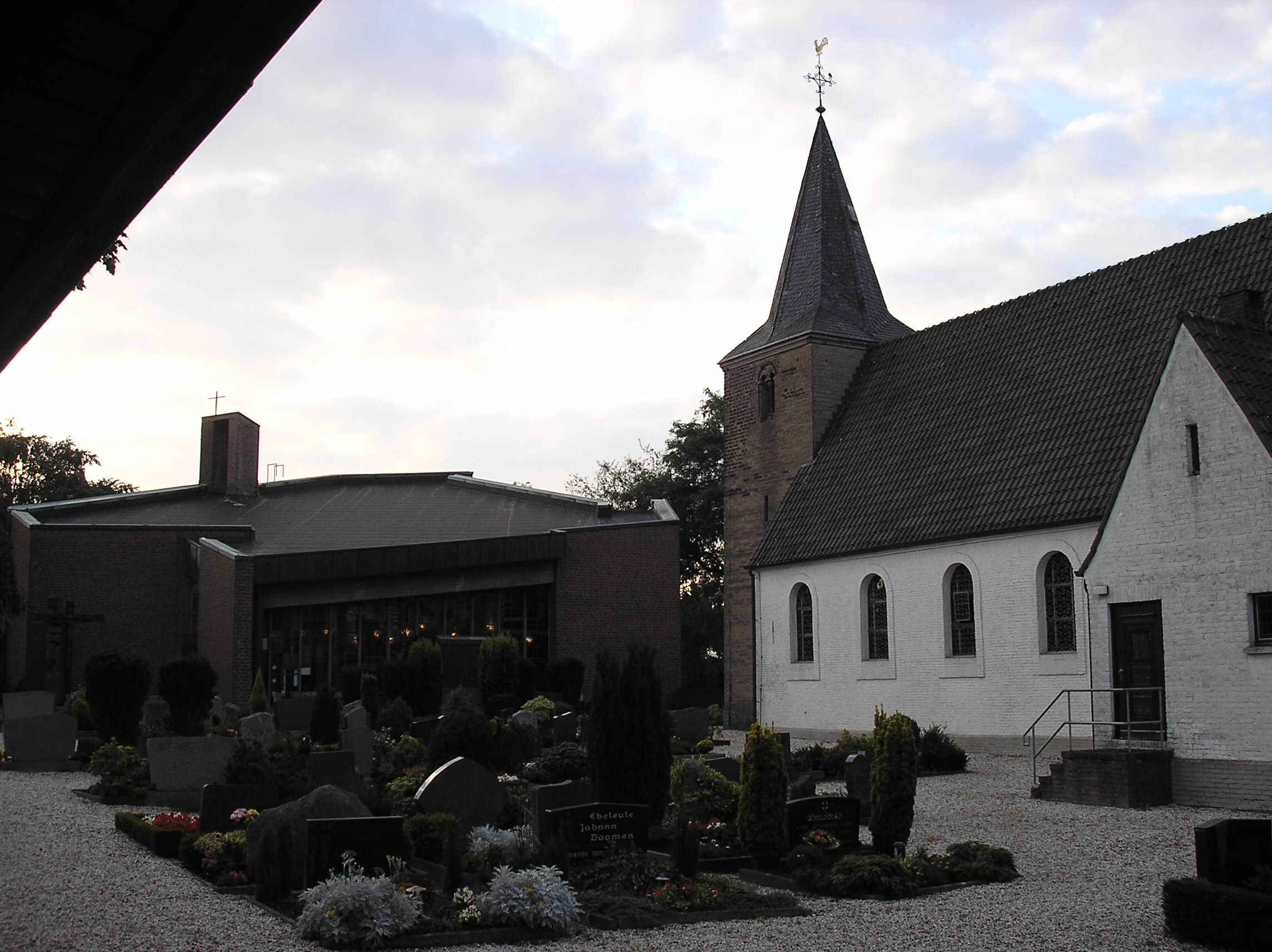
Nieuwe en oude kerk van Wyler
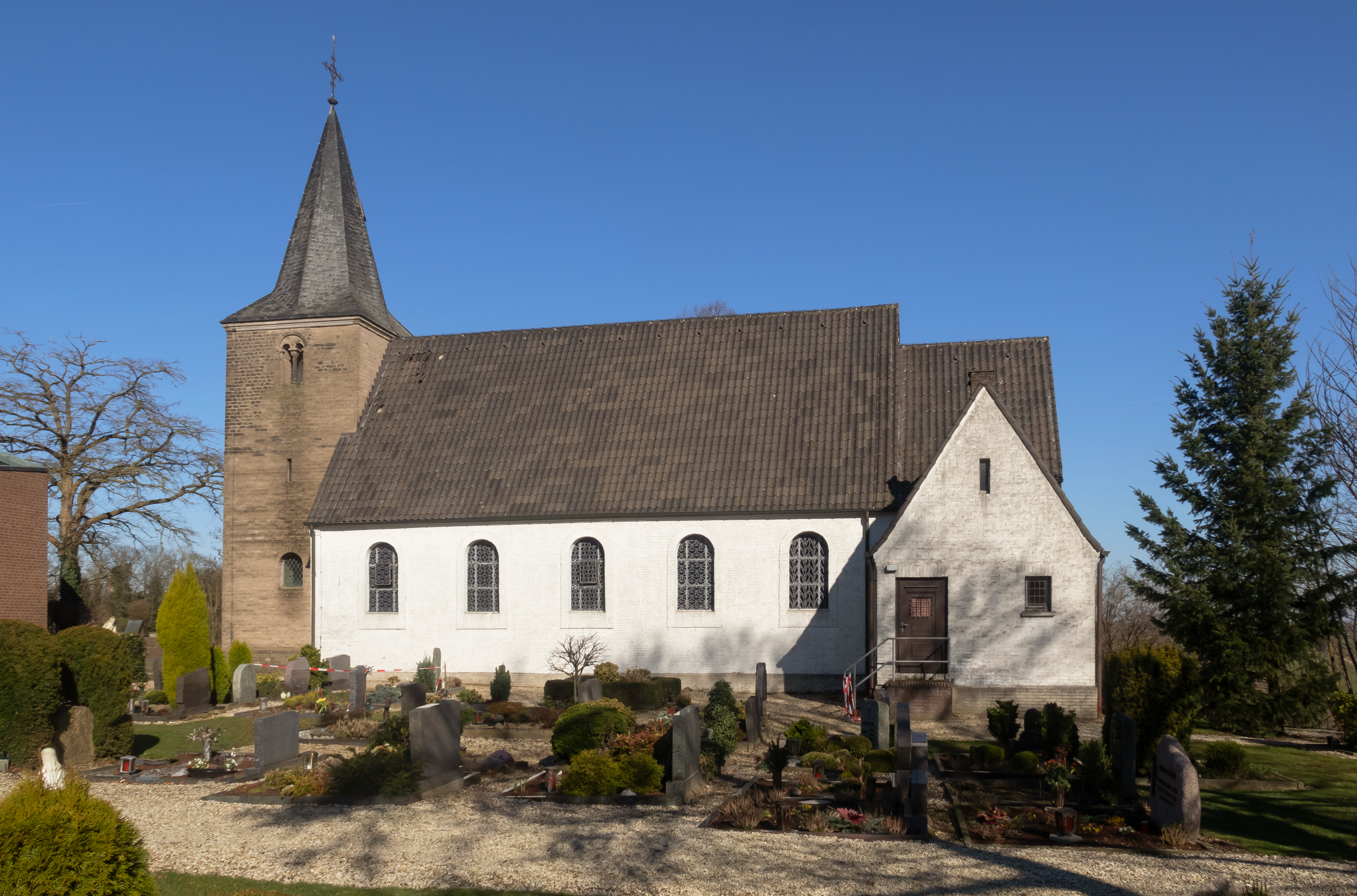
Sankt Johannes Baptist Kirche
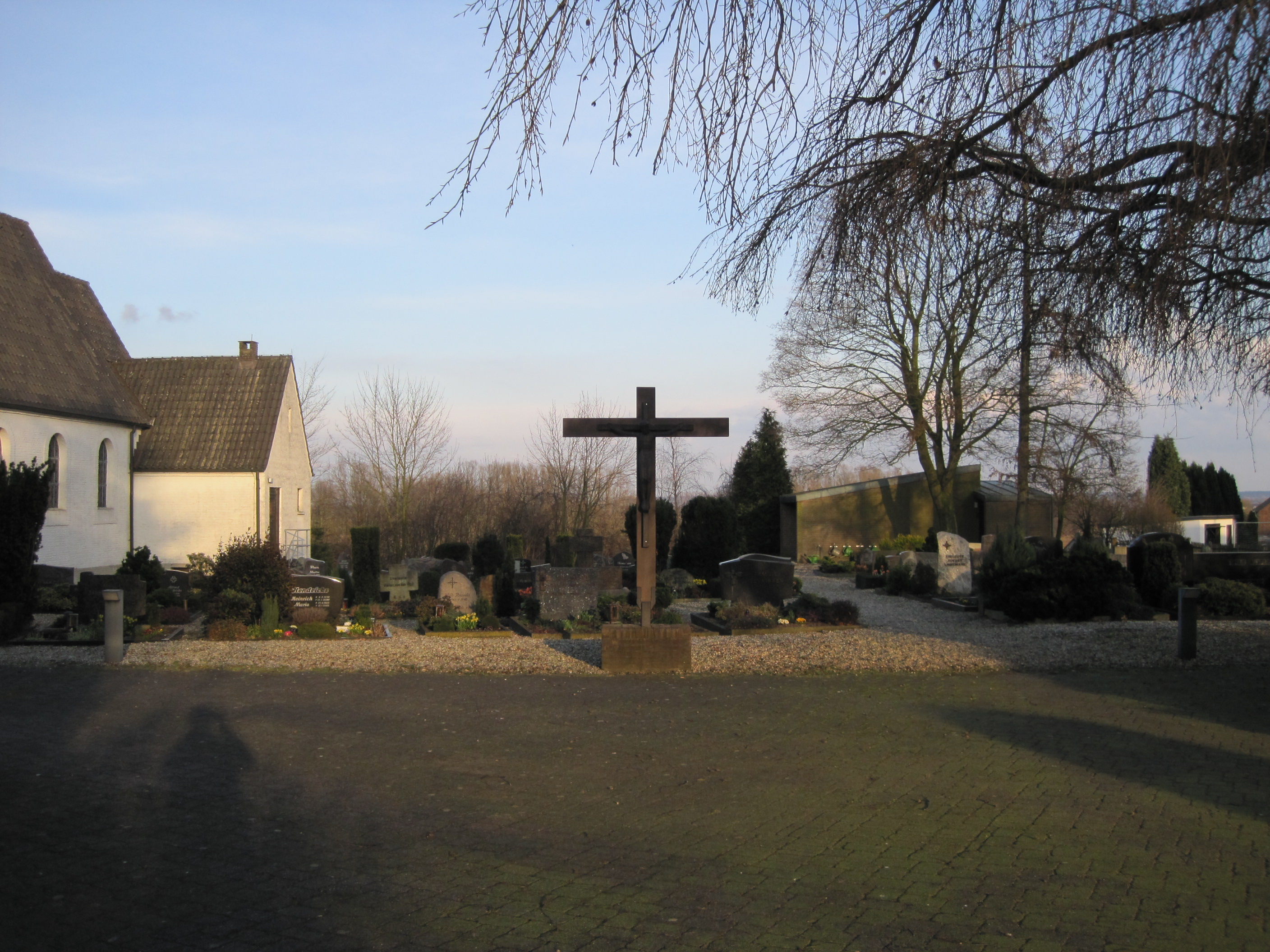
Kerkhof van Wyler
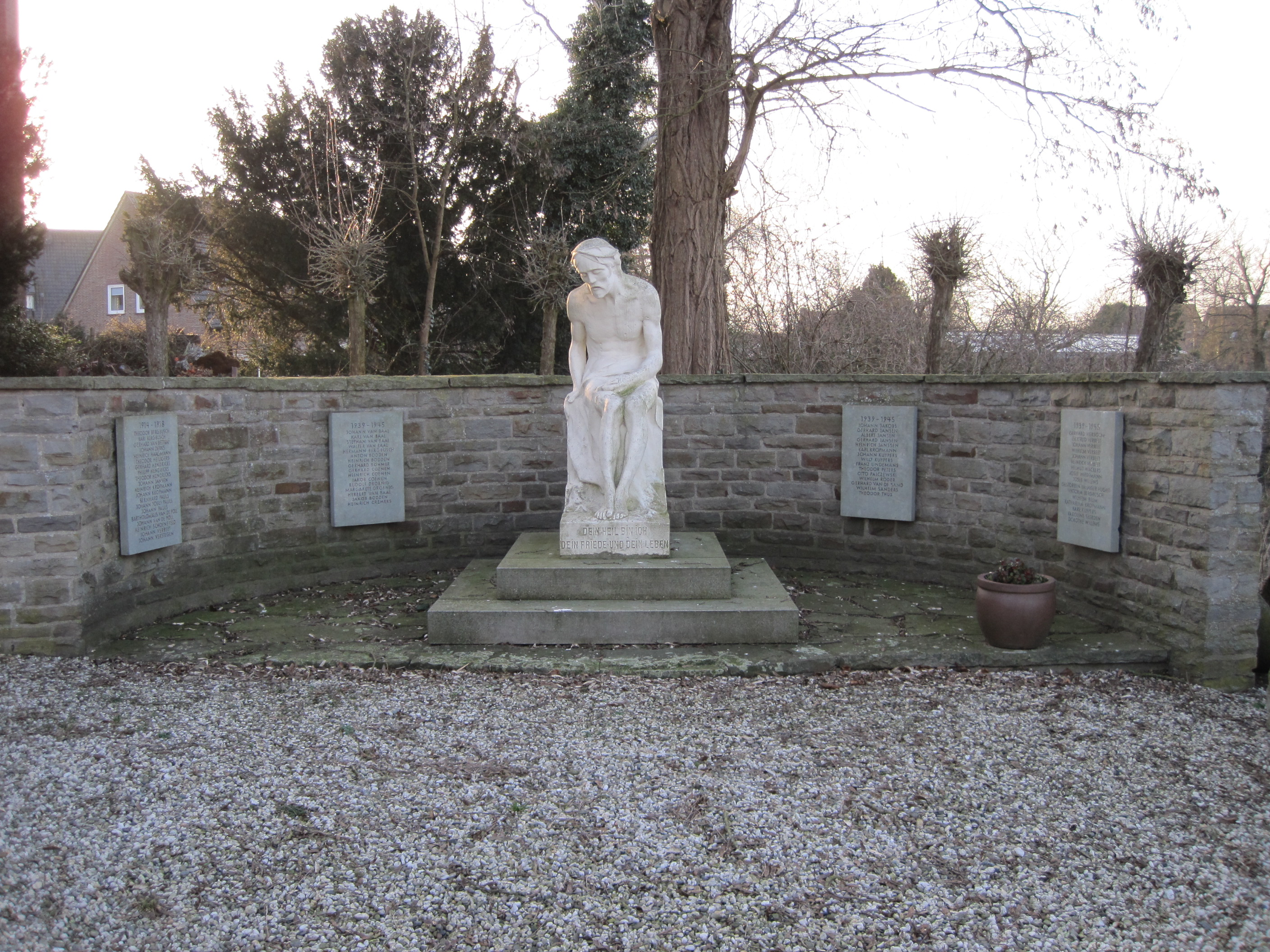
Gedenkteken voor de slachtoffers van de Wereldoorlogen
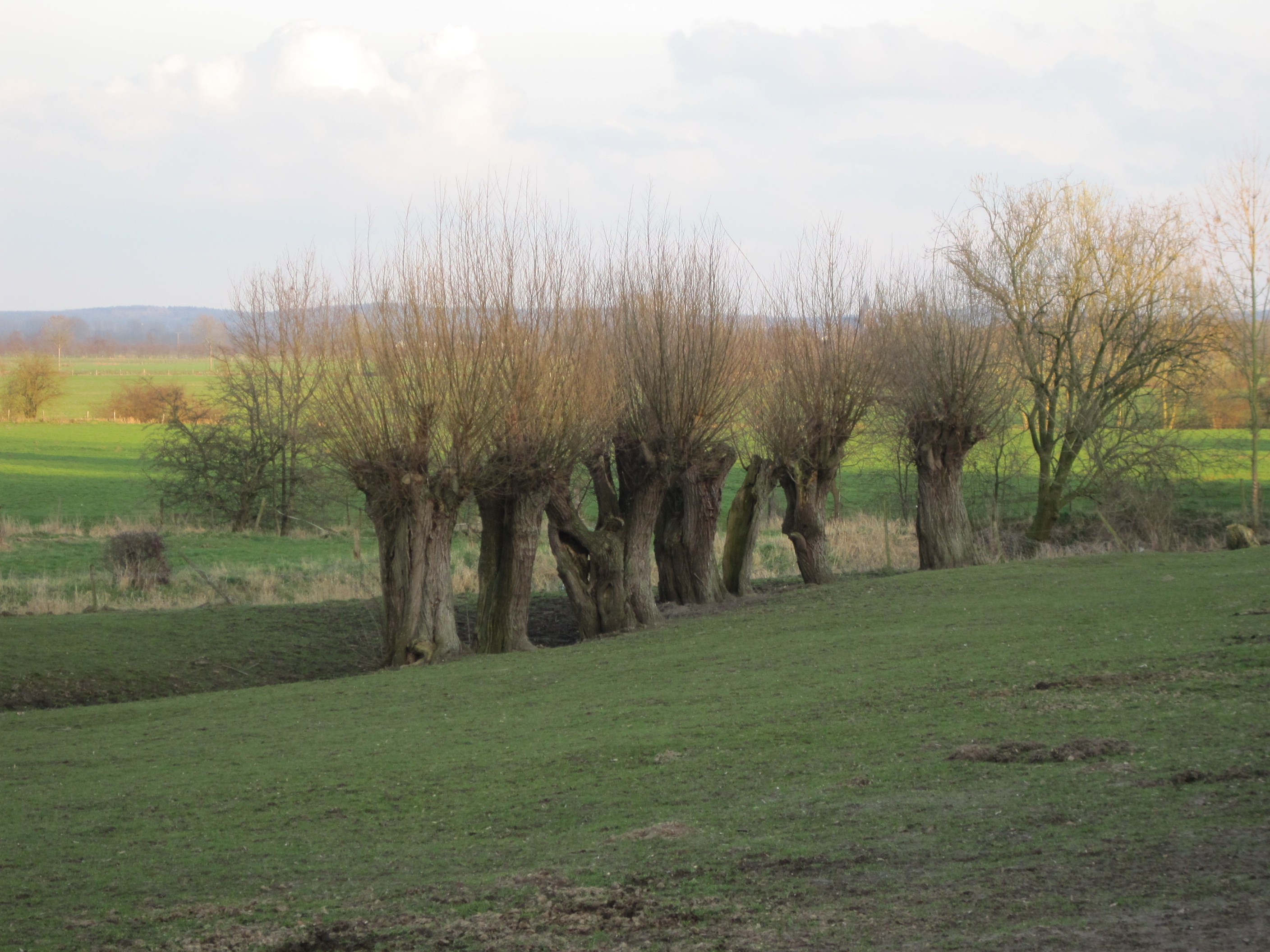
Knotwilgen in het laagland
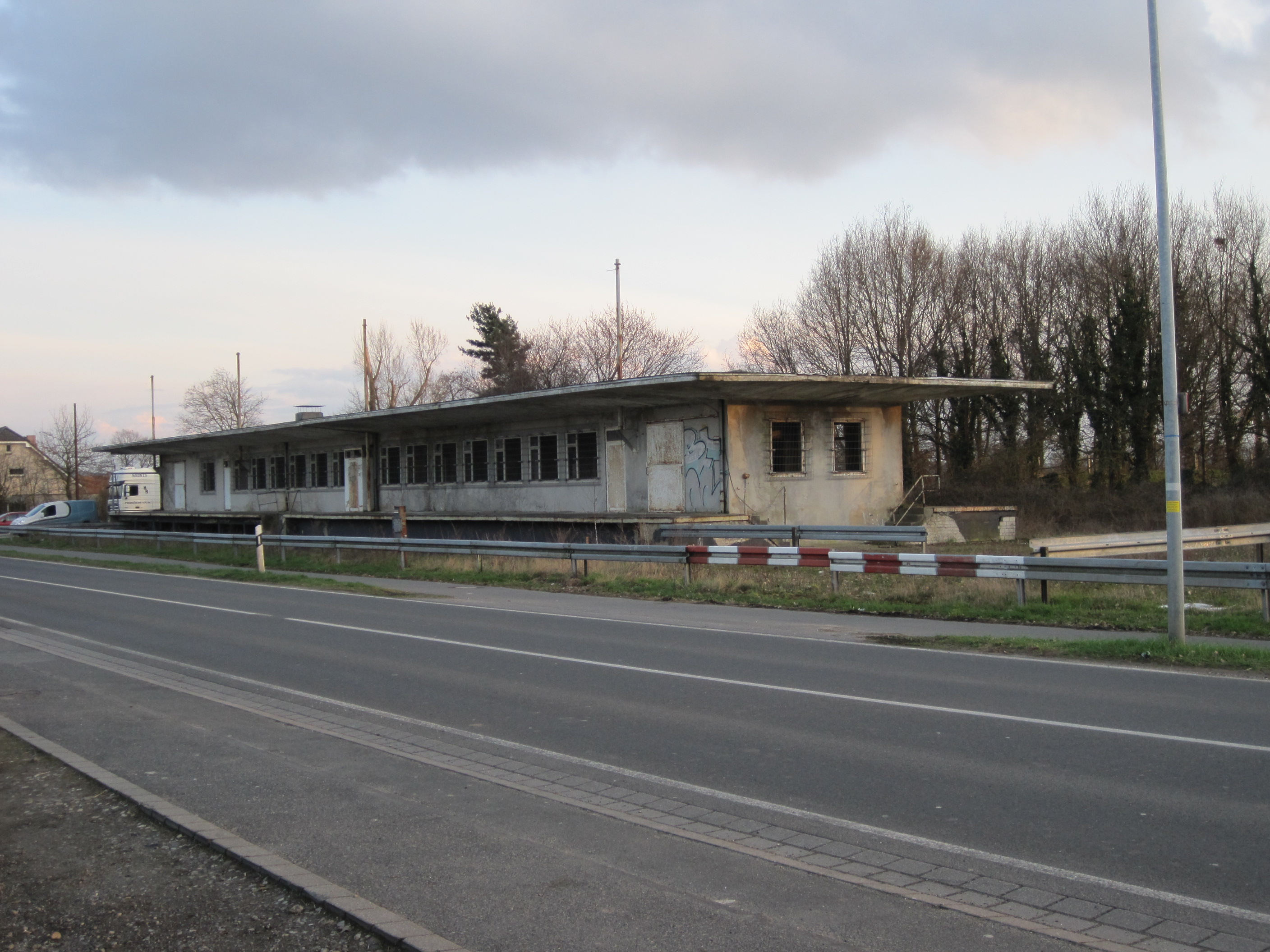
Het oude douanegebouw in Wyler
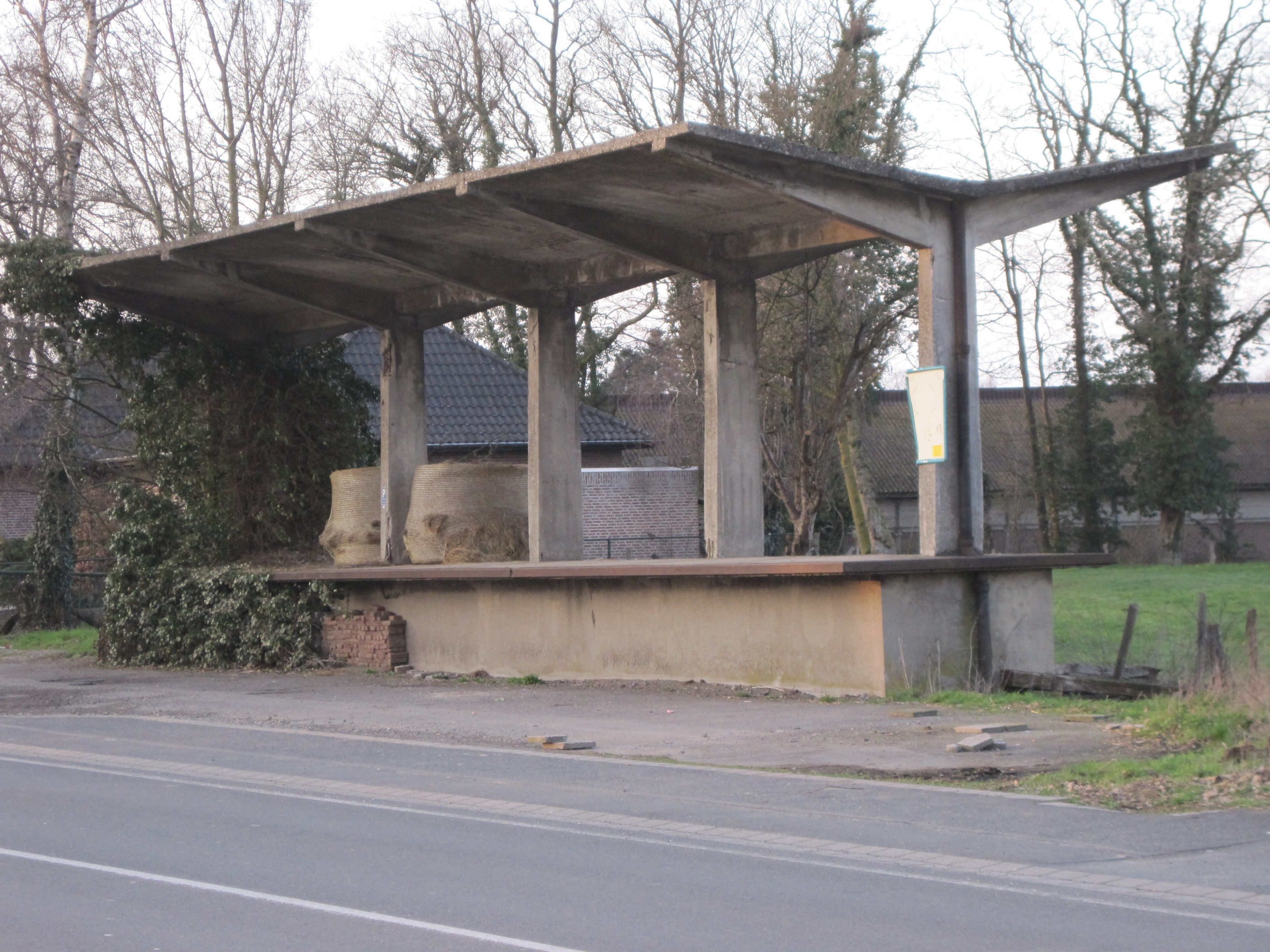
Laadperron in Wyler
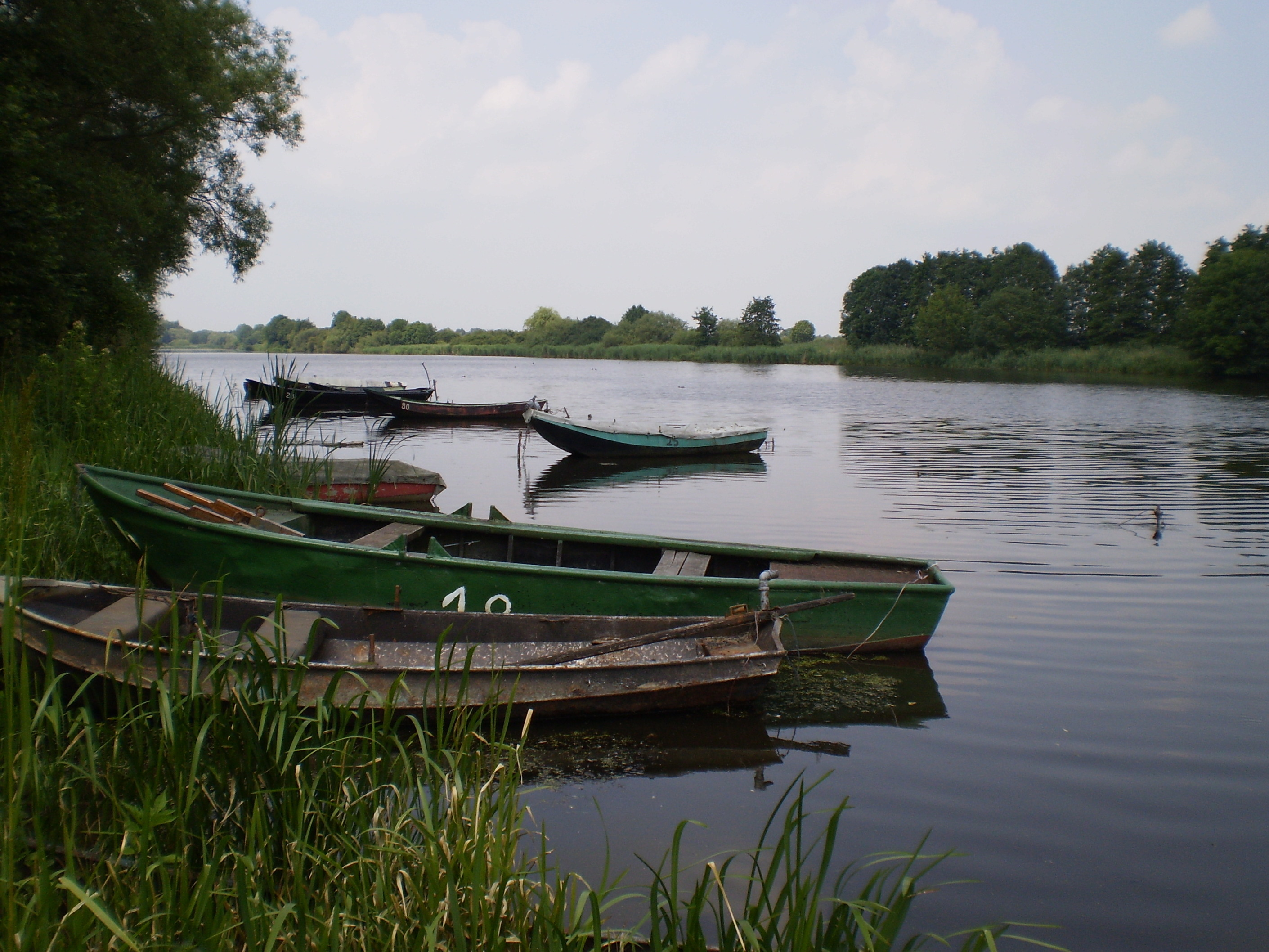
Wylermeer

Frasselt · Grafwegen · Kranenburg · Mehr · Niel · Nütterden · Schottheide · Wyler · Zyfflich